# Midnight Runners
Pour plus de détails, voir Fiche technique et Distribution.
Midnight Runners (hangeul : 청년경찰 ; hanja : 靑年警察 ; RR : Cheongnyeon gyeongchal ; litt. « Jeune flic ») est un film sud-coréen réalisé par Jason Kim, sorti en 2017.
Doté d'un budget de 7 milliards de won, soit environ 5,2 millions euros, le film est un succès avec deux millions d'entrées au box-office sud-coréen de 2017 dès sa première semaine[réf. nécessaire].

## Synopsis
Deux jeunes recrues de l'université nationale des forces de police de Corée, Hwang Ki-joon (Park Seo-joon) et Kang Hee-yeol (Kang Ha-neul), devenus meilleurs amis à travers leur formation difficile, sont témoins de l'enlèvement d'une femme juste sous leurs yeux. Comme ils l'ont appris à l'académie, ils signalent rapidement l'incident à la police, mais celle-ci avorte l'enquête en raison du manque de preuves et des obstacles bureaucratiques frustrants. Le duo décide alors de s'occuper de l'affaire et de sauver la femme.

## Fiche technique
Sauf indication contraire ou complémentaire, les informations mentionnées dans cette section peuvent être confirmées par la base de données de KMDb
- Titre original : 청년경찰
- Titre international : Midnight Runners
- Réalisation et scénario : Jason Kim
- Musique : Jung Jin-ho
- Direction artistique : Choi Ki-ho
- Costumes : Hong Su-hui
- Photographie : Jo Sang-yuen
- Son : Hong Ye-yeong et Seong Ji-yeong
- Montage : Kim Chang-ju
- Production : Kim Jae-joong
- Coproduction : Jo Seong-geol
- Production déléguée : Lee Jun-woo
- Société de production : Movie Rock
- Société de distribution : Lotte Entertainment
- Pays de production :  Corée du Sud
- Langue originale : coréen
- Format : couleur
- Genre : Comédie, action
- Durée : 109 minutes
- Date de sortie :
  - Corée du Sud : 9 août 2017

## Distribution
- Park Seo-joon : Hwang Ki-joon, élève plutôt écervelé qui agit d'abord et pense après
- Kang Ha-neul : Kang Hee-yeol, totalement opposé de Ki-joong, qui réfléchit beaucoup et qui met du temps à agir
- Park Ha-sun : Joo-hee
- Sung Dong-il (en) : le professeur Yang
- Go Jun : Yangon
- Lee Se-hee : Se-hee
- Bae Yoo-ram : Jae-ho
- Lee Ho-jung
- Kang Min-tae

## Production
Midnight Runners est le premier film où Park Seo-joon tient un premier rôle.
Le tournage commence le 21 novembre 2016 à Yongin, dans la province du Gyeonggi, et se termine le 23 février 2017,.

## Accueil
Le film est vendu dans six pays lors du Marché international du cinéma et de la télévision de Hong Kong. Les droits sont achetés par des entreprises comme Klockworx (Japon), Long Shong (Taïwan), Deltamac HK (Hong Kong), Viva Entertainment (Philippines) et Purple Plan (Singapour).